# Boys Beware
Boys Beware é um filme de curta-metragem norte-americano do gênero drama, dirigido por Sid Davis. Lançado em 1961, foi protagonizado pelo próprio Davis. O filme é de domínio público e está disponível a partir dos arquivos de Rick Prelinger [en].

## Galeria
- Versão original
- Versão colorida (1961)
- Refilmagem de 1973, Boys Aware